# Mirabilicoxa gracilipes
Mirabilicoxa gracilipes är en kräftdjursart som först beskrevs av Hansen 1916.  Mirabilicoxa gracilipes ingår i släktet Mirabilicoxa och familjen Desmosomatidae. Inga underarter finns listade i Catalogue of Life.